# Evangelische Kirche (Guntershausen)

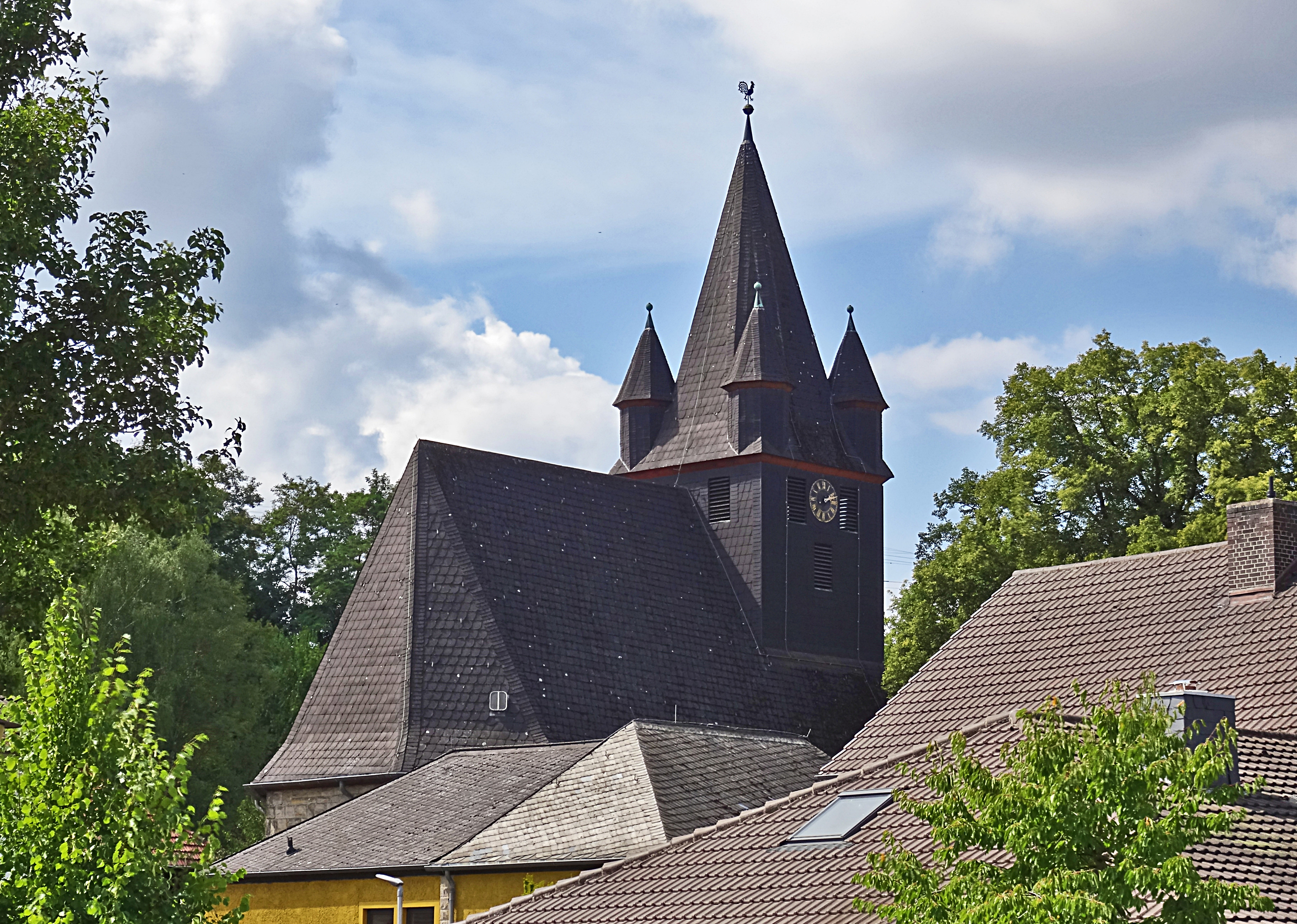
Evangelische Kirche (Guntershausen)

Die Evangelische Kirche Guntershausen ist ein denkmalgeschütztes Kirchengebäude, das im Stadtteil Guntershausen der Stadt Baunatal im Landkreis Kassel (Hessen) steht. Es gehört zur Kirchengemeinde Rengershausen-Guntershausen im Kirchenkreis Kaufungen im Sprengel Kassel der Evangelischen Kirche von Kurhessen-Waldeck.

## Beschreibung
Die Saalkirche wurde nach einem Entwurf von Oskar Hossfeld gebaut. 1911 wurde der Grundstein gelegt und am 21. Juli 1912 wurde sie eingeweiht. Die alte Kapelle am Friedhof, sie war längst zu klein, wurde dann abgerissen. Die alte Orgel von 1717 wurde übernommen, ebenso die kleine Kirchenglocke, die im Glockenstuhl des verschieferten Dachturms mit zwei weiteren hängt, die 1950 und 1962 gegossen wurden. Letztere stammt von der Glocken- und Kunstgießerei Rincker. Der Dachturm ist mit einem spitzen Helm bedeckt, der von kleinen Ecktürmchen flankiert wird. 

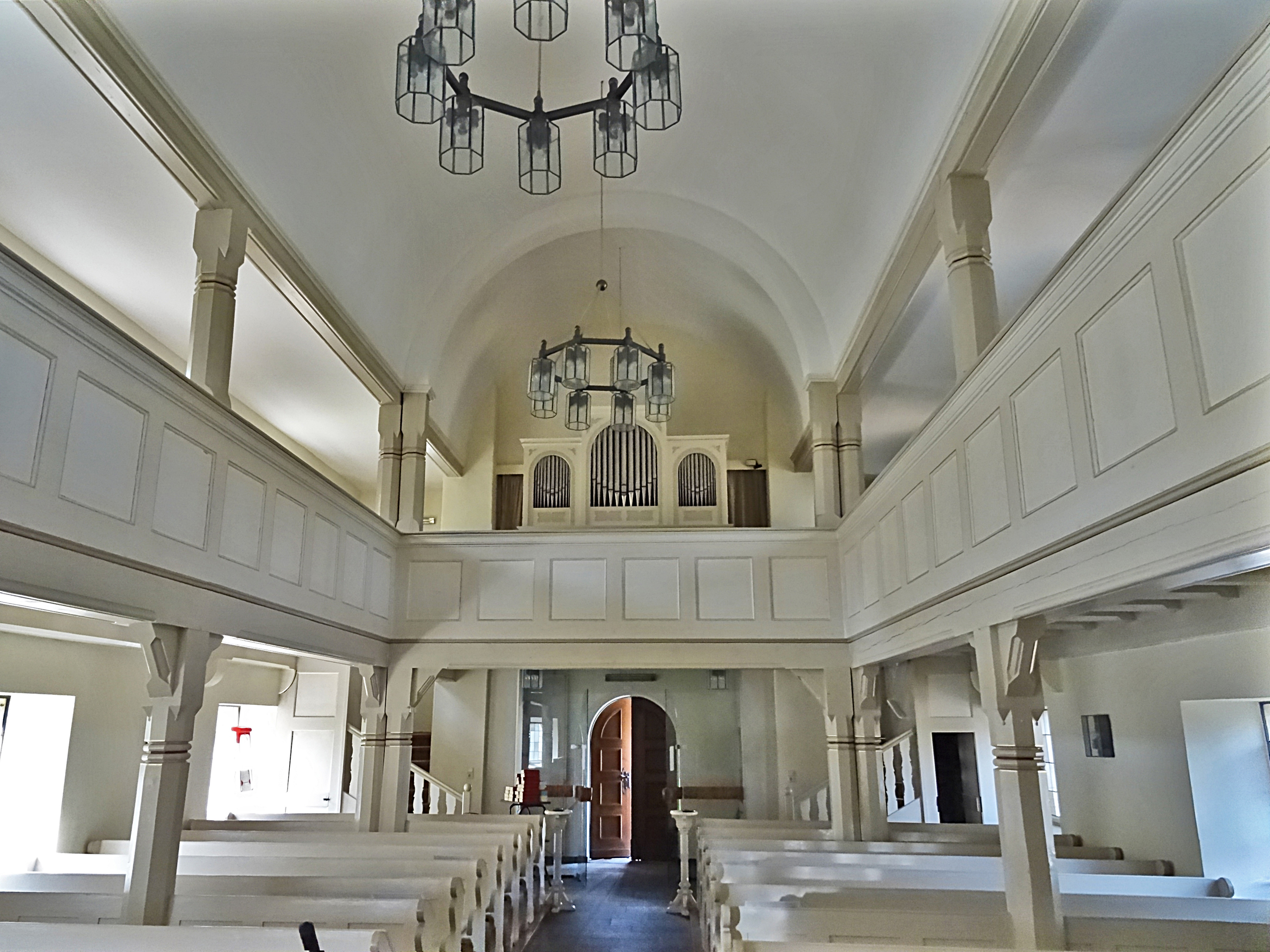
Innenansicht mit Orgel

Der Innenraum hat Emporen an drei Seiten. In der Mitte ist er mit einem Tonnengewölbe überspannt. Über den seitlichen Emporen befinden sich Flachdecken.